# Мирослав Гірко
Мирослав Гірко (словац. Miroslav Hirko, 12 жовтня 1963) — чехословацький футболіст, півзахисник.

## Футбольна кар'єра
Грав за клуби «Кошице» та «Слован» (Братислава), а також проходив військову службу, граючи за клуб «Руда гвезда» (Хеб). Всього у Чехословацькій вищій лізі провів 149 матчі і забив 28 голів.
У 1983 році грав за збірну Чехословаччини до 20 років на молодіжному чемпіонаті світу в Мексиці, де забив 1 гол у грі групового етапу проти Австрії (4:0) і дійшов з командою до чвертьфіналу.

## Статистика
| Ліга                                             | Ігор | Голів | Клуб                  |
| ------------------------------------------------ | ---- | ----- | --------------------- |
| 1-а Чехословацька футбольна ліга 1980/81         | 5    | 0     | «Кошице»              |
| 1-а Словацька національна футбольна ліга 1981/82 | 26   | 2     | «Кошице»              |
| 1-а Чехословацька футбольна ліга 1982/83         | 13   | 1     | «Слован» (Братислава) |
| 1-а Чехословацька футбольна ліга 1983/84         | 30   | 4     | «Слован» (Братислава) |
| 1-а Чехословацька футбольна ліга 1984/85         | 19   | 3     | «Слован» (Братислава) |
| 1-а Словацька національна футбольна ліга 1985/86 | 10   | 0     | «Слован» (Братислава) |
| 1-а Словацька національна футбольна ліга 1986/87 | 29   | 4     | «Слован» (Братислава) |
| 1-а Словацька національна футбольна ліга 1987/88 | 28   | 9     | «Слован» (Братислава) |
| 1-а Чехословацька футбольна ліга 1988/89         | 25   | 6     | «Слован» (Братислава) |
| 1-а Чехословацька футбольна ліга 1989/90         | 7    | 2     | «Слован» (Братислава) |
| 1-а Чехословацька футбольна ліга 1989/90         | 20   | 3     | «Руда гвезда» (Хеб)   |
| 1-а Чехословацька футбольна ліга 1990/91         | 30   | 9     | «Слован» (Братислава) |
| Всього                                           | 242  | 43    |                       |